# 필리핀나무다람쥐
필리핀나무다람쥐(Sundasciurus philippinensis)는 다람쥐과에 속하는 설치류의 일종이다. 필리핀의 토착종이다.